# Ликаониди
Ликаониди су у грчкој митологији били синови Ликаона, краља Аркадије.

## Митологија и тумачење
Ликаон је са више жена имао двадесет и два или педесет синова и они су основали многе градове на Пелопонезу, а сам Ликаон је цивилизовао Аркадију. Педесет Ликаонових синова је симболизовало велику годину од стотину месеци, која је трајала осам сунчаних година; сваки од њих јео је чорбу од изнутрица сваког месеца. Број двадесет два представља или породице које су водиле порекло од Ликаона и имале право учешћа у гозбама на којима се јела чорба од изнутрица, или се односи на двадесет две петолетне лустре које су чиниле кругове стодесетогодишњег циклуса, а по угледу на то су били устројени и одређени редови свештеница. Према Аполодору, Ликаонови синови су били:
| Меленеј Теспрот Хеликс Никтим Пеукет Каукон Мекистеј Хоплеј Макареј Македон | Онотрије Полих Аконт Еуемон Анкиор Архабат Картерон Егеон Палант Еумон | Канет Прот Лин Коретон Менал Телебоант Фисије Фас Фтиј Ликије | Алифер Генетор Буколион Соклеј Финеј Еумет Харпалеј Портеј Плато Хемон | Кинет Леон Харпалик Херејеј Титанант Мантинеј Клејтор Стимфал Орхомен |

Према Паусанији, њихова мајка је била Нонакрида, а њихова имена су била: Никтим, Палант, Орестеј, Фигал, Трапезеј, Дасетант, Макареј, Хелисон, Акак, Токнос, Орхомен, Хипс, Меленеј, Тиреј, Хемон, Менал, Тегетет, Мантинеј, Кром, Харисије, Триколон, Перет, Асетет, Ликон, Суматеј, Алифер, Хереј и Оинотрос.